# Endri Karina
Endri Karina (ur. 2 marca 1989) – albański sztangista, olimpijczyk z Londynu.

## Przebieg kariery
W 2007 zadebiutował na arenie międzynarodowej, biorąc udział w mistrzostwach świata juniorów. Wystartował on w kategorii wagowej do 94 kg, nie został on sklasyfikowany z powodu niezaliczenia żadnej próby podrzutu. Rok później zaliczył debiut w imprezie rangi mistrzowskiej seniorów, wówczas brał udział w mistrzostwach Europy, gdzie zajął 14. pozycję z rezultatem 332 kg w dwuboju (Albańczyk startował w kategorii wagowej do 105 kg)
W 2010 odnotował najlepszy rezultat w swojej karierze, zajmując 6. pozycję na mistrzostwach Europy rozegranych w Mińsku, dzięki rezultatowi 358 kg w dwuboju. W tym samym roku zaliczył swój pierwszy start na mistrzostwach świata seniorów, ale nie został sklasyfikowany ze względu na brak zaliczonej próby podrzutu.
W 2012 brał udział w letnich igrzyskach olimpijskich w Londynie. W ramach igrzysk startował w kategorii wagowej do 94 kg i zajął 14. pozycję z rezultatem 350 kg w dwuboju. Jednak w 2019 roku zostały ponownie przeanalizowane próbki moczu zawodnika i wskutek tej analizy w próbkach zostały wykryte metabolity chlorodehydrometylotestosteronu, który znalazł się na liście substancji zakazanych przez Światową Agencję Antydopingową. W związku z pozytywnym wynikiem testu na obecność dopingu, Albańczykowi anulowano rezultat osiągnięty na tych igrzyskach.

## Osiągnięcia
| Rok     | Zawody                      | Miasto             | Miejsce | Kategoria | Wynik  |
| ------- | --------------------------- | ------------------ | ------- | --------- | ------ |
| 2007    | Mistrzostwa świata juniorów | Praga              | N/A     | 94 kg     | 0 kg   |
| 2008    | Mistrzostwa Europy          | Lignano Sabbiadoro | 14.     | 105 kg    | 332 kg |
| 2008    | Mistrzostwa świata juniorów | Cali               | 7.      | 94 kg     | 325 kg |
| 2009    | Mistrzostwa świata juniorów | Bukareszt          | 11.     | 94 kg     | 342 kg |
| 2009    | Mistrzostwa Europy juniorów | Landskrona         | 7.      | 94 kg     | 344 kg |
| 2010    | Mistrzostwa Europy          | Mińsk              | 6.      | 94 kg     | 358 kg |
| 2010    | Mistrzostwa świata          | Antalya            | N/A     | 94 kg     | 0 kg   |
| 2011    | Mistrzostwa świata          | Paryż              | 20.     | 94 kg     | 355 kg |
| 2012    | Mistrzostwa Europy          | Antalya            | N/A     | 94 kg     | 0 kg   |
| 2012    | Letnie igrzyska olimpijskie | Londyn             | DSQ     | 94 kg     | DSQ    |
| 2016    | Mistrzostwa Europy          | Førde              | 12.     | 94 kg     | 345 kg |
| 2017    | Mistrzostwa Europy          | Split              | 13.     | 94 kg     | 345 kg |
| 2019    | Mistrzostwa Europy          | Batumi             | 12.     | 102 kg    | 350 kg |
| Źródło: |                             |                    |         |           |        |